# Półwieś (przystanek kolejowy)
Półwieś – przystanek kolejowy w Półwsi, w województwie małopolskim, w powiecie wadowickim. Kasa biletowa zamknięta w 2009 roku.

## Ruch pasażerski
| Rok  | Wymiana pasażerska na dobę |
| ---- | -------------------------- |
| 2017 | –                          |
| 2022 | 10-19                      |